# Tobis Film
Die Tobis Film GmbH ist eine deutsche Filmverleih- und Vertriebsgesellschaft mit Sitz in Berlin.

## Geschichte
Das Unternehmen wurde 1971 von Horst Wendlandt gegründet, der es nach dem Tobis-Tonbild-Syndikat benannte, wo er eine Lehre absolviert hatte. Von 1971 bis 1994 leitete Peter Sundarp den Verleih. Nach einer mehrjährigen Kooperation mit dem französischen Konzern Canal Plus wurde der Verleih 2002 von Kilian Rebentrost zurückgekauft. 2015 zogen sich Anna und Kilian Rebentrost zurück. An ihre Stelle traten Timm Oberwelland und Peter Eiff.

## Produkte
Zum Portfolio der Firma gehören sowohl der
- Verleih von Kinofilmen als auch der
- Vertrieb von Filmen auf DVD- und Blu-ray-Medien und die
- Vermarktung von TV-Rechten.

### Filme (Auszug)
- Otto – Der Film (1985, Regie: Xaver Schwarzenberger, mit Otto Waalkes)
- Momo (1986, Regie: Johannes Schaaf, mit Radost Bokel, Mario Adorf, Armin Mueller-Stahl)
- Otto – Der neue Film (1987, Regie: Xaver Schwarzenberger, mit Otto Waalkes)
- Ödipussi (1988, Regie: Loriot, mit Evelyn Hamann, Katharina Brauren)
- Otto – Der Außerfriesische (1989, Regie: Marijan David Vajda, mit Otto Waalkes)
- Pappa ante portas (1991, Regie: Loriot, mit Evelyn Hamann, Gerrit Schmidt-Foß, Inge Wolffberg)
- Otto – Der Liebesfilm (1992, Regie: Otto Waalkes, mit Otto Waalkes)
- Herr Ober! (1992, Regie: Gerhard Polt, mit Christiane Hörbiger)
- Kein Pardon (1993, Regie: Hape Kerkeling, mit Heinz Schenk, Elisabeth Volkmann)
- Die Troublemaker (1994, Regie: Terence Hill, mit Bud Spencer, Terence Hill)
- Mr. Bill (1994, Regie: Penny Marshall, mit Danny DeVito)
- Judge Dredd (1995, Regie: Danny Cannon, mit Sylvester Stallone)
- Alf – Der Film (1996, Regie: Dick Lowry, mit Martin Sheen)
- Das fünfte Element (1997, Regie: Luc Besson)
- Otto – Der Katastrofenfilm (2000, Regie: Edzard Onneken, mit Otto Waalkes)
- Samba in Mettmann (2004, Regie: Angelo Colagrossi, mit Hape Kerkeling)
- Reine Chefsache (2004, Regie: Paul Weitz, mit Scarlett Johansson)
- Brokeback Mountain (2005, Regie: Ang Lee, mit Heath Ledger, Jake Gyllenhaal)
- Broken Flowers (2005, Regie: Jim Jarmusch)
- Volver – Zurückkehren (2006, Regie: Pedro Almodóvar)
- Arthur und die Minimoys (2006, Regie: Luc Besson)
- P.S. Ich liebe Dich (2007, mit: Hilary Swank, Gerard Butler)
- Burn After Reading (2008, Regie: Ethan und Joel Coen, mit Brad Pitt, George Clooney)
- Happy-Go-Lucky (2008, Regie: Mike Leigh)
- Taking Woodstock (2009, Regie: Ang Lee)
- The Book of Eli (2010, Regie: Albert Hughes und Allen Hughes, mit Denzel Washington, Gary Oldman)
- Greenberg (2010, Regie: Noah Baumbach, mit Ben Stiller)
- The American (2010, Regie: Anton Corbijn, mit George Clooney)
- Somewhere (2010, Regie: Sofia Coppola, mit Stephen Dorff, Elle Fanning)
- Betty Anne Waters (2010, Regie: Tony Goldwyn, mit Hilary Swank, Sam Rockwell)
- Die Haut, in der ich wohne (2011, Regie: Pedro Almodóvar, mit Antonio Banderas)
- Zwei an einem Tag (2011, Regie: Lone Scherfig, mit Anne Hathaway, Jim Sturgess)
- The Ides of March – Tage des Verrats (2011, Regie: George Clooney, mit George Clooney, Ryan Gosling, Philip Seymour Hoffman, Evan Rachel Wood, Marisa Tomei)
- End of Watch (2012, Regie: David Ayer, mit Jake Gyllenhaal, Michael Peña)
- American Hustle (2013, Regie: David O. Russell, mit Christian Bale, Bradley Cooper)
- Zu guter Letzt (2017, Regie: Mark Pellington)
- Catweazle (2021, Regie: Sven Unterwaldt, mit Otto Waalkes)
- The Magic Flute – Das Vermächtnis der Zauberflöte (2022, Regie: Florian Sigl)

## Weiterführende Informationen
Das Erkennungszeichen zu Beginn eines Filmes zeigt den halb aufgehenden Schriftzug „TOB S“, über den ein krähender Zeichentrick-Hahn läuft und – sachlich inkorrekt – über der Lücke ein Ei als das fehlende I legt. Dazu ertönt eine swingende Musik komponiert von Tobias Schiller (früher das dramatische Thema aus der Filmmusik zu Moderne Zeiten (1936), komponiert von Charlie Chaplin und Alfred Newman).